# Cappella di Santa Maria della Pietà (Tramonti)
La Cappella di Santa Maria della Pietà è una cappella nella frazione di Paterno Sant'Elia del comune di Tramonti. Rientra in un complesso architettonico più ampio che comprende anche la Chiesa di Sant'Elia Profeta.

## Storia

### Fondazione
L'anno di fondazione della cappella è sconosciuto, viene menzionata per la prima volta in un documento del 1144. Originariamente era la cripta della chiesa di San Lorenzo (oggi l'attuale canonica), dove la confraternita di Santa Maria della Pietà svolgeva le sue celebrazioni liturgiche.

### Ampliamento
Tra la fine del XIV e l'inizio del XV secolo fu realizzato l'affresco della pietà posto al centro della navata.
Tra il Cinquecento e il Seicento la cappella fu ampliata e fu collegata alle altre due chiese (di Sant'Elia e di San Lorenzo) tramite una doppia rampa di scale. Dopo quest'ampliamento la confraternita di Santa Maria della pietà divenne custode della cappella, oltre che della chiesa di San Lorenzo.

### Restauro barocco
Nel XVIII secolo la confraternita visse un periodo di grande splendore, infatti, la cappella fu abbellita di stucchi barocchi nell'abside e inoltre, fu realizzato il pavimento in maioliche, il tutto visibile ancora oggi.
Contestualmente ai lavori di restauro fu realizzato nel 1744 l'altare maggiore in marmo.
I lavori di restauro interessarono anche la chiesa dell'Ascensione, fondata dalla confraternita di Santa Maria della Pietà e della quale era una grangia.

### Terremoto del 1930
Il Terremoto dell'Irpinia e del Vulture del 1930 causò il crollo parziale della chiesa di San Lorenzo, le cui rimanenze vennero adattate a casa canonica. La cappella della pietà passò da essere cripta a chiesa autonoma, subì anch'essa dei danni, infatti, fu restaurata e contestualmente vennero realizzati gli stucchi in stile neoclassico nella navata.

### Spostamento delle funzioni parrocchiali nella cappella
Negli anni 50 la chiesa di Sant'Elia cadde in disuso e le attività parrocchiali vennero spostate nella cappella di Santa Maria della Pietà.
A seguito del terremoto dell'Irpinia del 1980 la chiesa di Sant'Elia divenne inagibile e fu chiusa, per questo le attività parrocchiali vennero spostate definitivamente nella cappella, dove ancora oggi si svolgono, essendo la chiesa parrocchiale di Sant'Elia ancora inagibile.